# Calanque de Sormiou

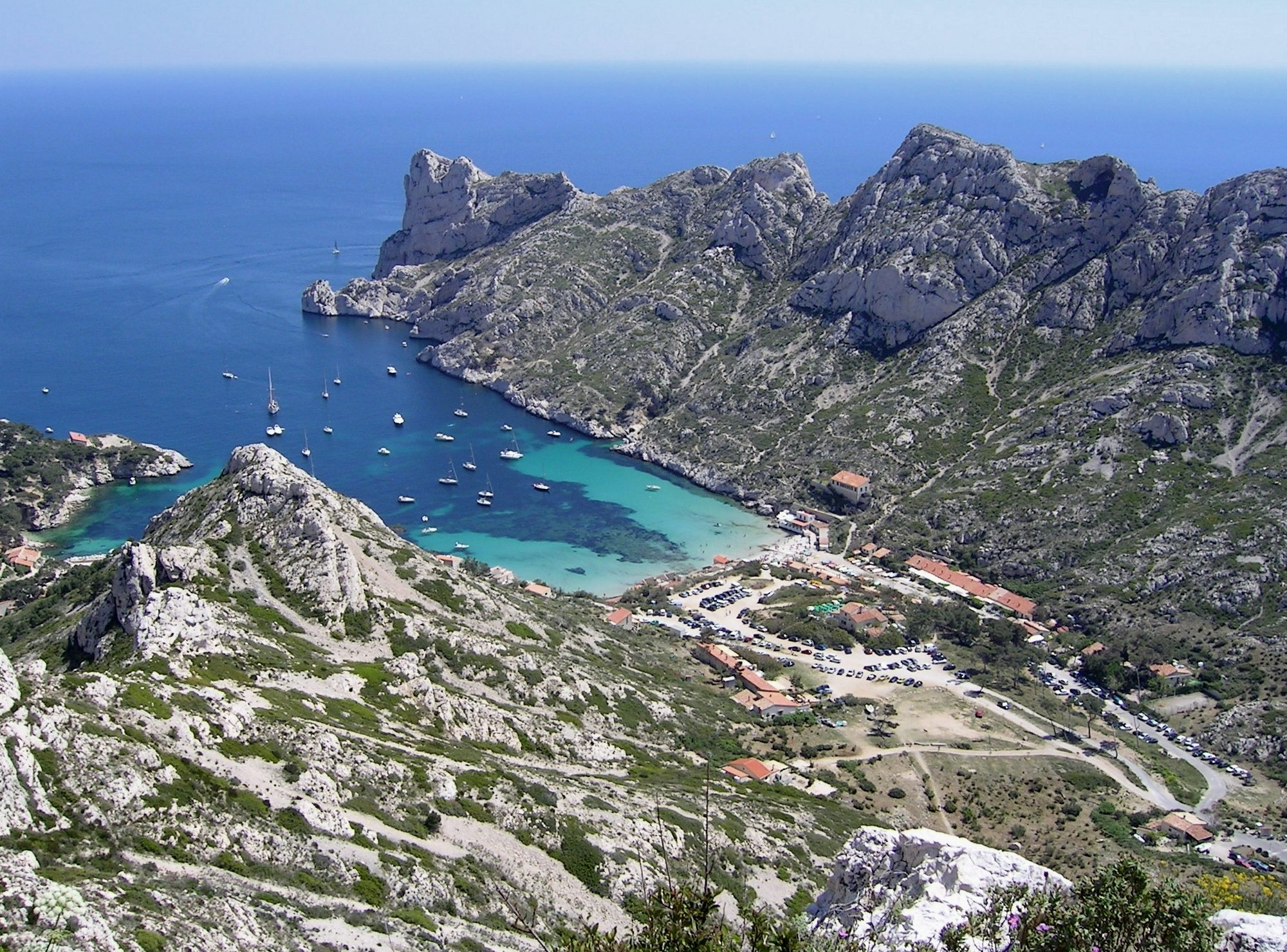
Calanque de Sormiou

Calanque de Sormiou is een van de grotere calanques van het Nationaal park Calanques in het Massif des Calanques ten zuiden van de Franse stad Marseille. Het is een van de weinige calanques waar bebouwing aanwezig is. Toegang met de auto is beperkt toegestaan.